# Alseodaphne tomentosa
Alseodaphne tomentosa är en lagerväxtart som beskrevs av Kostermans. Alseodaphne tomentosa ingår i släktet Alseodaphne och familjen lagerväxter. Inga underarter finns listade i Catalogue of Life.